# ماهر العطار
ماهر العطار (22 يناير 1938- 3 مايو 2021)، مغني مصري ولد في القاهرة. تخرج من كلية التجارة جامعة عين شمس عام 1965، وكان قد بدأ مشواره الفني قبل ذلك. شارك في عدة أفلام، منها: احترس من الحب مع زبيدة ثروت، والنغم الحزين مع سامية جمال، وبنات بحري مع عبد السلام النابلسي، وزينات صدقي. كان له نشاط نقابي فتولّى مناصب نقابية في نقابة الموسيقيين أكثر من مرة.

## حياته
ولد في الثاني والعشرين من شهر يناير عام 1938 بباب الشعرية بمحافظة القاهرة عاصمة جمهورية مصر العربية وبعد حصوله على الثانوية العامة من مدرسة العباسية التحق بكلية التجارة جامعة عين شمس وأثناء دراسته بالفرقة الأولى غنى في برنامج الهواة بالإذاعة وبالمصادفة استمع إليه الموسيقار محمد عبد الوهاب وطلب أن يسمعه وجها لوجه ثم حصل ماهر العطار على بكالوريوس التجارة وشهادة معهد الموسيقى العربية.
شارك ماهر العطار في حفلات أضواء المدينة وقدم مجموعة من الأغنيات التي لاقت تجاوبا كبيرا من الجمهور ومنها : داب قلبي وبلغوه وأفرش منديلك ع الرملة كما شارك في مجموعة من الأفلام منها : أحترس من الحب وحب وحرمان وبنات بحري _ولقاء الغرباء كما شارك أيضا في بعض المسرحيات.
تزوج المطرب ماهر العطار من السيدة فايزة (الباحثة الأعلامية) ورزقهما الله من الأبناء بأحمد الذي واصل المسيرة الغنائية لوالده ثم ريهام التي عملت فترة في مجال الإرشاد السياحي كما عملت مذيعة
اعتزل المطرب ماهر العطار الغناء والفن في سنواته الأخيرة بسبب مرضه.

## أعماله

### الأغاني
- داب قلبي
- بلغوه
- ظلمته مرة واحدة
- افرش منديلك
- مين يأمن لك مين
- ورد الجناين
- داب داب
- دوبوني الغمزتين
- قاضي الغرام
- قمري انا

وكانت أغنية افرش منديلك على الرملة قد وزعت 17000 أسطوانة في ثلاثة أيام فقط.[بحاجة لمصدر]

### الأفلام
- احترسي من الحب 1959
- أنا وأمي 1960
- حب وحرمان 1960
- النغم الحزين 1960
- هاء 3 1961
- بنات بحري 1962
- لقاء الغرباء 1968

### فيلم تليفزيوني
- الخيط الأبيض